# Spilosoma incurvata
Spilosoma incurvata là một loài bướm đêm thuộc phân họ Arctiinae, họ Erebidae.